# ديفيد كينان
ديفيد كينان (بالإنجليزية: David Keenan)‏ هو صحفي بريطاني، ولد في 1 أبريل 1971 في اسكتلندا في المملكة المتحدة.